# دنتون (تگزاس)

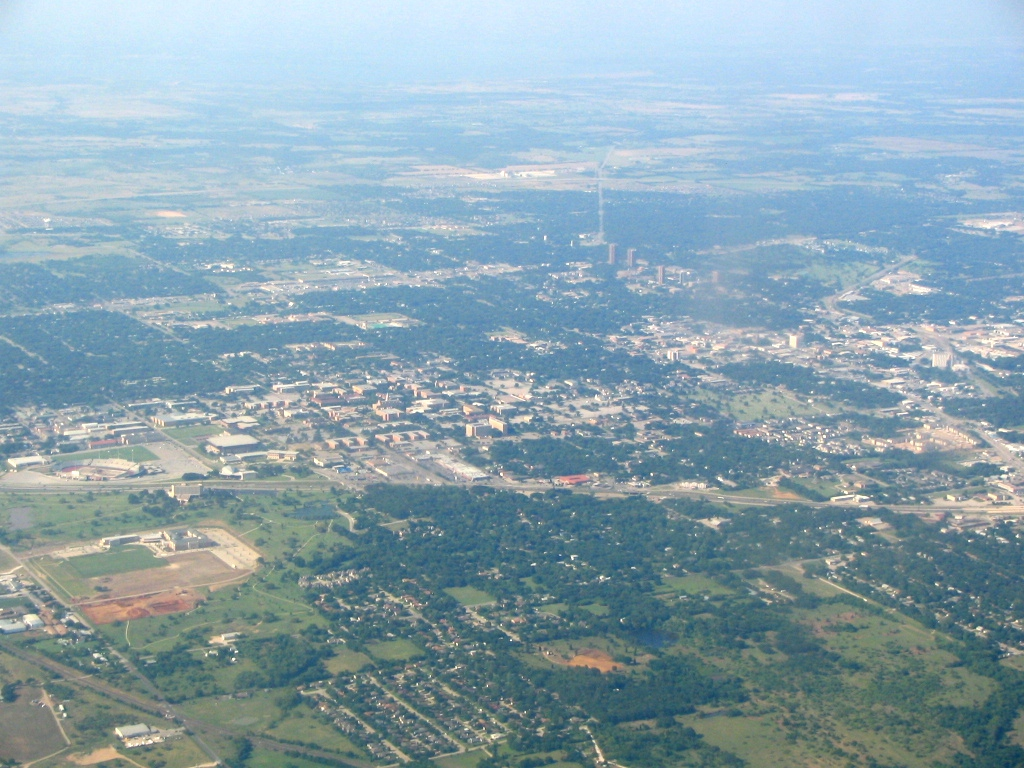

دنتون (به انگلیسی: Denton) یکی از شهرهای تگزاس است. این شهر قسمتی از کلان‌شهر دالاس-فورت وورث است.
برآورد جمعیت این شهر در سال ۲۰۰۷ بیش از ۱۱۹٬۴۵۴ نفر بوده‌است.